# Steele, Alabama
Steele är en ort i Saint Clair County i delstaten Alabama, USA.